# Myntpräglingen i Sigtuna 995-1030

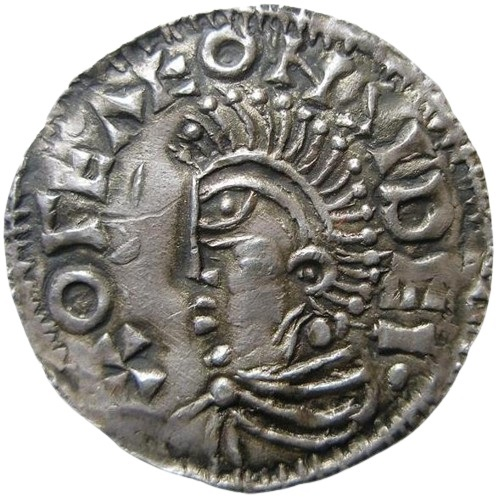
Mynt präglat i Sigtuna för Olof Skötkonung.

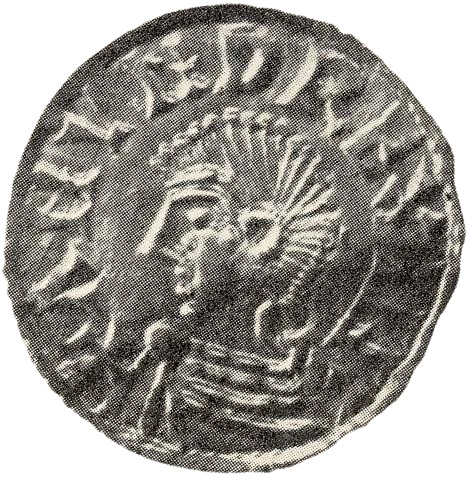
Mynt präglat i Sigtuna för Anund Jakob

Myntpräglingen i Sigtuna 995-1030 refererar till de silvermynt som Olof Skötkonung och Anund Jakob lät prägla i Sigtuna från 990-talet till 1030-talet. Totalt präglades över 2 miljoner mynt under dessa år. 

## Bakgrund
Århundradena före myntpräglingen i Sigtuna påbörjades, importerades mynt från utlandet: romerska denarer, bysantinska solidi och arabiska, tyska och engelska mynt. Dessa mynt användes genom att väga dem för att bestämma deras värde, de har även klippts sönder för att ge en noggrannare vikt. Mynt präglades i Danmark från och med 975 och i Norge ungefär samtidigt som i Sverige. 
Sigtuna grundades troligtvis på 970-talet av Olofs far, Erik Segersäll, och hade vid tiden av myntpräglingen cirka 1 000 invånare. Kristendomen var tidigt, möjligtvis redan vid grundandet, viktig för staden. Betydelsefulla stormän i området fick varsin tomt i staden, detta ledde till att det blev en viktig plats för köpmän och handelsresande från bland annat Ryssland, Ukraina och Polen. 

## Myntprägling under Olof Skötkonung
När Olof Skötkonung blev kung omkring 995, förde han engelska myntmästare till Sverige. En av dem kan ha varit Godwine som även var verksam i Norge och Danmark, andra myntmästare var Leofman, Snelling och Ulfketill. Mynten var de första som präglades i Sverige. Inskrifterna var på latin, inledningsvis stod det "OLAF REX AN SITUN" (Olof, kung i Sigtuna), men sedan ändras det till "OLOF REX SVEVORUM" (Olof, Svearnas konung). Runt år 1000 försämrades kvalitén (så kallad "barbariserades") och det är tydligt att de nya myntmästarna var analfabeter, Olof omnämns felaktigt som "REX ANCOL" (kung av England) och vissa av inskrifterna är obegripliga, dessutom var en del av mynten fyrkantiga. Mynten var till en början av Ethelred II:s Crux-typ för att sedan övergå till Long Cross-typ. I och med barbariseringen så uppkommer hybridiserade mynt med olika typer på åt- och frånsidan. Myntningen under Olofs tid tycks ha upphört runt år 1020. 
Det finns flera teorier om varför Olof lät börja med myntpräglingen. En är att han ville övergå från en viktekonomin till en penningekonomi. Genom att byta ut de utländska mynten med svenska skulle detta ske, men det verkar inte ha varit långvarigt, eftersom mynt av utländsk härkomst ändå hittas i Sigtuna från denna period. Det kan även ha funnits kristna ambitioner och prestigemässiga anledningar.

## Myntprägling under Anund Jakob
Cirka 1022 efterträdde Anund Jakob sin far som kung i Sverige och då återupptogs myntpräglingen, dock inte i samma kvantitet som tidigare. Dessa mynt är av Long Cross-typ och Pointed Helmet-typ, men är som Anunds fars ofta barbariserade med olika typer på åt- och frånsidan. Det finns även från denna period mynt där Knut den Store sägs vara kung i Sigtuna, det är dock okänt om han var det eller om det var felgraveringar.  Myntpräglingen upphörde omkring 1030. 
Myntpräglingen återupptogs först på 1150-talet i Lödöse, och sedan i Sigtuna under kung Knut Eriksson regering.